# Esperanza (nave)
Esperanza è entrata nel 2002 nella flotta di Greenpeace in sostituzione dell'MV Greenpeace. Il nome Esperanza (speranza in spagnolo) è stato scelto dai sostenitori di Greenpeace attraverso il sito web.

## Descrizione
L'Esperanza è stata costruita a Danzica in Polonia nel 1984 ed usata in Russia come barca dei vigili del fuoco. È attrezzata per le navigazioni artiche. Per renderla più rispettosa dell'ambiente l'amianto a bordo è stato sostituito, il sistema di carburazione le permette di evitare anche la minima fuoriuscita di carburante; possiede inoltre un sistema di riciclaggio delle acque residue, il riscaldamento è basato sulla trasformazione dei rifiuti, lo scafo è verniciato con vernici non contenenti TBT (tributilstagno) e il sistema di climatizzazione e di aria condizionata è a base di ammoniaca invece che con gas freon. L'imbarcazione è inoltre equipaggiata con un eliporto e speciali gru per permettere in maniera agevole le attività abituali delle navi di Greenpeace.
L'Esperanza fu subito attiva per la campagna foreste ed in occasione del Vertice mondiale sullo sviluppo sostenibile tenutosi a Johannesburg in Sudafrica.
Ha condotto alcune ricerche nel mar Mediterraneo sulla sua situazione di degrado e sull'impatto della pesca industriale. Nel 2004, nei pressi di Chioggia, ha manifestato contro l'importazione di Soia OGM da una nave proveniente dall'Argentina.